# Antonio Cañizares Llovera
Antonio Cañizares Llovera (Utiel, 15. listopada 1945.) španjolski je katolički kardinal koji je služio kao nadbiskup Valencije od 2014. do 2022. godine. Bio je prefekt Kongregacije za bogoštovlje i disciplinu sakramenata od 2008. do 2014., a nadbiskup Toleda i primas Španjolske od 2002. do 2008. godine.
Papa Benedikt XVI. imenovao ga je kardinalom-svećenikom crkve San Pancrazio na konzistoriju 24. ožujka 2006. godine.